# Khmerfolkets revolutionära parti
'Khmerfolkets revolutionära parti var en kambodjansk enhetsfront mot det franska kolonialväldet. Den bildades ursprungligen genom en avknoppning av Indokinas kommunistiska parti som blev nationella revolutionära rörelser i Vietnam, Laos och Kambodja.